# Emerson, Lake and Palmer
Cet article concerne le groupe. Pour son premier album, voir Emerson, Lake and Palmer (album).
Pour les articles homonymes, voir ELP.
Emerson, Lake and Palmer (ELP) est un groupe britannique de rock progressif , originaire de Croydon, Londres, en Angleterre, formé en 1970 et composé de Keith Emerson (ex-Nice) aux claviers, Greg Lake (ex-King Crimson) à la basse, guitare et chant et Carl Palmer (ex-Atomic Rooster) à la batterie et percussions.
Avec neuf albums certifiés disques d'or par la RIAA aux États-Unis et environ 48 millions d'exemplaires vendus à l'international, il est parmi les groupes de rock progressif britanniques les plus populaires des années 1970,. Ses compositions puisent leur influences dans la musique classique, le jazz et le rock progressif.
Le groupe se reforme partiellement dans les années 1980 sous le nom de Emerson, Lake and Powell, avec Cozy Powell à la place de Palmer qui n'est pas disponible à cause de son contrat avec Asia, puis après le retour de ce dernier et le départ de Lake, au sein du groupe 3 composé de Keith Emerson, Carl Palmer et Robert Berry à la basse, à la guitare et au chant. Ces deux formations ne sortent qu'un unique album : respectivement Emerson, Lake and Powell (1986) et To the Power of Three (1988).
En 1991, le trio originel se reforme et publie deux nouveaux albums, Black Moon (1992) et In the Hot Seat (1994), et tourne à diverses reprises entre 1992 et 1998. Son dernier concert a lieu en 2010 au High Voltage Festival de Londres pour célébrer le 40e anniversaire du groupe.
Keith Emerson et Greg Lake meurent respectivement le 10 mars 2016 et le 7 décembre 2016,,, laissant derrière eux Carl Palmer, seul ancien membre du groupe encore vivant. Dès lors, ce dernier donne des concerts en hommage à son ancien trio avec son groupe Carl Palmer ELP's Legacy. Depuis 2023, il fait revivre sur scène ses compères décédés dans son projet « The Return of ELP with Carl Palmer », à l'aide d'écran géants sur lesquels apparaissent des prestations en concert d'Emerson et Lake accompagnées en direct à la batterie par Palmer.

## Biographie

### 1969: formation
En décembre 1969 au Fillmore West de San Francisco, Keith Emerson, alors claviériste des Nice, retrouve Greg Lake, bassiste chanteur de King Crimson, alors que leurs groupes respectifs doivent y donner une série de concerts. Les deux musiciens s'étaient déjà croisés à deux reprises en Grande-Bretagne en 1969, alors que The Nice et King Crimson étaient tous deux à l'affiche du Festival de Pop, Jazz et Blues de Plumpton et celui de Fairfield Halls de Croydon,.
Keith souhaite dissoudre The Nice et Greg veut quitter King Crimson. Pendant un test de son entre deux concerts, les deux musiciens ont l'occasion de jouer ensemble et, le courant passant, décident de monter un groupe ensemble. Ils cherchent dès lors un batteur pour compléter leur nouvelle formation.
Le premier batteur sollicité par Greg Lake est Mitch Mitchell, du Jimi Hendrix Experience. Celui-ci suggère d'inclure aussi Jimi Hendrix, ce à quoi Greg Lake se montre ouvert. Si la presse évoque alors la possibilité que Jimi Hendrix rejoigne le groupe sous l'acronyme HELP, Greg Lake indique qu'il s'agissait d'une rumeur. Keith Emerson et Greg Lake choisissent finalement Carl Palmer à la batterie, sur une suggestion de Robert Stigwood. Robert Fripp de King Crimson indique avoir également « dit à Greg que cela m'intéresserait de travailler avec eux », au moment où son groupe travaille sur l'album In the Wake of Poseidon, et affirme qu'« au même moment, Hendrix avait aussi manifesté son intention de s'associer à eux ».

### 1970-1973: débuts et succès
Leur premier concert a lieu au festival de l'île de Wight le 29 août 1970, l'un des derniers grands rendez-vous de l'ère Flower Power. Ils commencent ce concert par tirer avec des canons disposés de chaque côté de la scène, et annoncent la couleur : ELP sera un groupe extravagant. Les quatre premières années du groupe sont une période fertile. Lake produit leurs six premiers albums, à commencer par Emerson, Lake and Palmer (1970), qui contient le tube Lucky Man — chanson que Lake a écrite alors qu'il n'avait que douze ans[réf. nécessaire] — et Take a Pebble. Tarkus (1971) est leur premier album-concept à succès, décrivant une histoire d' « évolution inversée ». Ils sortent, en mars 1971, un enregistrement public (à Newcastle, en Angleterre) de leur interprétation de Tableaux d'une exposition, de Modest Moussorgski, (Pictures at an Exhibition); vendu à prix très bas, en Grande-Bretagne, cet album contribue grandement au succès du groupe. L'année suivante, l'album Trilogy contiendra le single le plus vendu d'ELP, From the Beginning.

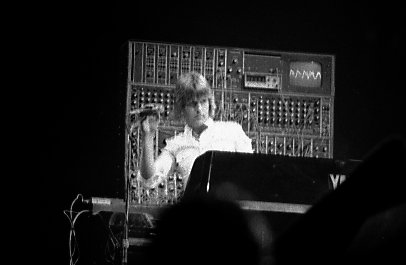
Keith Emerson.

Fin 1973, l'album Brain Salad Surgery, dont la pochette est réalisée par Hans Ruedi Giger, devient l'album studio le plus connu du groupe. Les paroles sont en partie écrites par Peter Sinfield, anciennement parolier du groupe King Crimson. La tournée mondiale qui s'ensuit, Get Me a Ladder, est illustrée par un autre enregistrement public, Welcome Back My Friends to the Show That Never Ends dans un album triple.
En janvier 1974, ELP est reçu par le ministre des Arts britannique, Norman St John-Stevas. Le groupe, qui a placé ses cinq premiers albums dans le Top 5 anglais, est au sommet de sa carrière lors du festival California Jam, en avril 1974, éclipsant même les prestations de Deep Purple et Black Sabbath, tous deux alors, il est vrai, au creux de la vague. Ce concert, diffusé à travers tous les États-Unis, est généralement considéré comme le point culminant de la carrière du groupe.

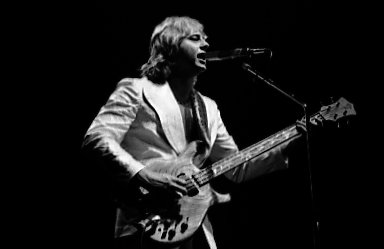
Greg Lake.

Le son d'ELP est dominé par l'orgue Hammond, le synthétiseur Moog et le piano du brillant claviériste Emerson, nombre de leurs pièces sont des arrangements ou contiennent des extraits de musique classique. Le rock symphonique des compositions du groupe est très influencé par la musique classique, le jazz et le rock progressif. Toutefois, leur style semble trop sophistiqué pour les critiques, et une blague court à l'époque : « Comment épelez-vous prétentieux ? — ELP ». Cependant, à la différence d'autres claviéristes progressifs comme Tony Banks ou Rick Wakeman, Keith Emerson n'utilise jamais de mellotron au sein d'ELP, alors qu'il l'avait utilisé quelquefois au sein de The Nice, préférant un véritable orchestre à des sons échantillonnés.

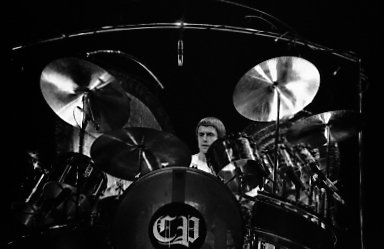
Carl Palmer.

Sur scène, le groupe offre un mélange peu commun de virtuosité musicale et de mise en scène spectaculaire. Leurs prestations grandiloquentes et parfois agressives font l'objet de nombreuses critiques, bien que, rétrospectivement, elles fassent plutôt pâle figure en comparaison des spectacles rocks ultérieurs : les effets théâtraux se limitent à un tapis persan, un piano rotatif, quelques coups sur d'immenses gongs chinois et un orgue Hammond maltraité sur scène (c'est toujours le même orgue, un Hammond L100 réparé chaque nuit pour le concert suivant). Par ailleurs, Emerson insiste pour apporter avec lui en tournée un synthétiseur Moog complet, le fameux Moog Modular, un vrai cauchemar logistique. Lors de la tournée de l'album Brain Salad Surgery, le 20 novembre 1973 à Roanoke en Virginie, le concert fut annulé à la suite de l'effondrement de la scène qui n'a pu supporter les deux tonnes et demie de la batterie de Carl Palmer.

### 1977-1979: déclin et séparation
ELP prend ensuite une pause de trois ans pour se ressourcer. En 1977, l'album Works Volume I est un testament de leur savoir-faire, mais révèle également leur perte de contact avec une scène musicale qui évolue profondément à la fin des années 1970, revenant à une musique plus directe et sincère, à des formats courts. Le groupe tourne à travers le monde en 1977 et 1978 à un rythme effréné de concerts, accompagné pour certains d'un orchestre symphonique complet, qui pèse lourd dans le bilan financier de la tournée. Cet album sera suivi d'un deuxième, Works Volume II, qui ne sera constitué en fait que de chutes de studio laissées de côté lors de la sélection des pièces des deux albums précédents, dont la fameuse ballade de Greg Lake, I Believe in Father Christmas qui contient un extrait de La Troika de Prokofiev, ainsi que la pièce Brain Salad Surgery qui n'avait pas trouvé place sur l'album du même nom.
À la fin de la décennie, le trio lutte de plus en plus pour rester en contact avec son public, mais n'arrive pas à réagir face à l'avènement du disco, du reggae, du punk-rock et de la musique new wave. Finalement, le groupe se sépare pour cause de conflits personnels et de vues musicales divergentes, accentués par la fatigue des tournées, notamment celle du Works Tour[réf. nécessaire]. Leur dernier album studio, Love Beach (1978), est renié par le groupe, qui avouera l'avoir sorti uniquement pour raisons contractuelles avec la maison de disques. À écouter sur cet album, la pièce qui a su bien vieillir, Memoirs of an Officer and a Gentleman.

### 1986-1989: Emerson, Lake and Powell et 3
En 1986, Keith et Greg forment le groupe Emerson, Lake and Powell avec le batteur Cozy Powell qui, ayant joué avec le Jeff Beck Group, Rainbow, Michael Schenker Group et Whitesnake, est plutôt orienté hard-rock, et curieusement a les mêmes initiales que Carl Palmer, entre-temps devenu membre d'Asia avec Steve Howe et Geof Downes de Yes ainsi que John Wetton, ex-King Crimson (ce dernier remplacé temporairement en 1983 par Greg Lake qui retrouvait à la batterie son compère d'ELP). Cette nouvelle incarnation d'ELP, baptisée ELPowell, ne sort qu'un seul album studio, Emerson, Lake and Powell sur lequel, à côté de compositions originales, les musiciens, comme à l'époque d'ELP, adaptent une pièce classique : Mars, extrait des planètes de Gustav Holst. Le trio se dissout après une tournée d'une cinquantaine de concerts durant lesquels, en plus de pièces de son album, il reprend des titres d'Emerson, Lake and Palmer.
Deux années plus tard, Emerson retrouve Palmer après la séparation d'Asia (qui se reformera en 1989) avec lequel il fonde le groupe 3, aux côtés de Robert Berry. Ce nouveau trio ne sort lui aussi qu'un unique album au cours de sa brève carrière : To the Power of Three (1988). En concert, cette formation, outre les chansons de l'album, ne jouera que des pièces instrumentales d'ELP, le chanteur-bassiste Robert Berry ne possédant pas le même registre de voix que Greg Lake, ils se contenteront donc de pièces telles que Hoedown ou même Rondo des Nice.

### 1991-1998: reformations

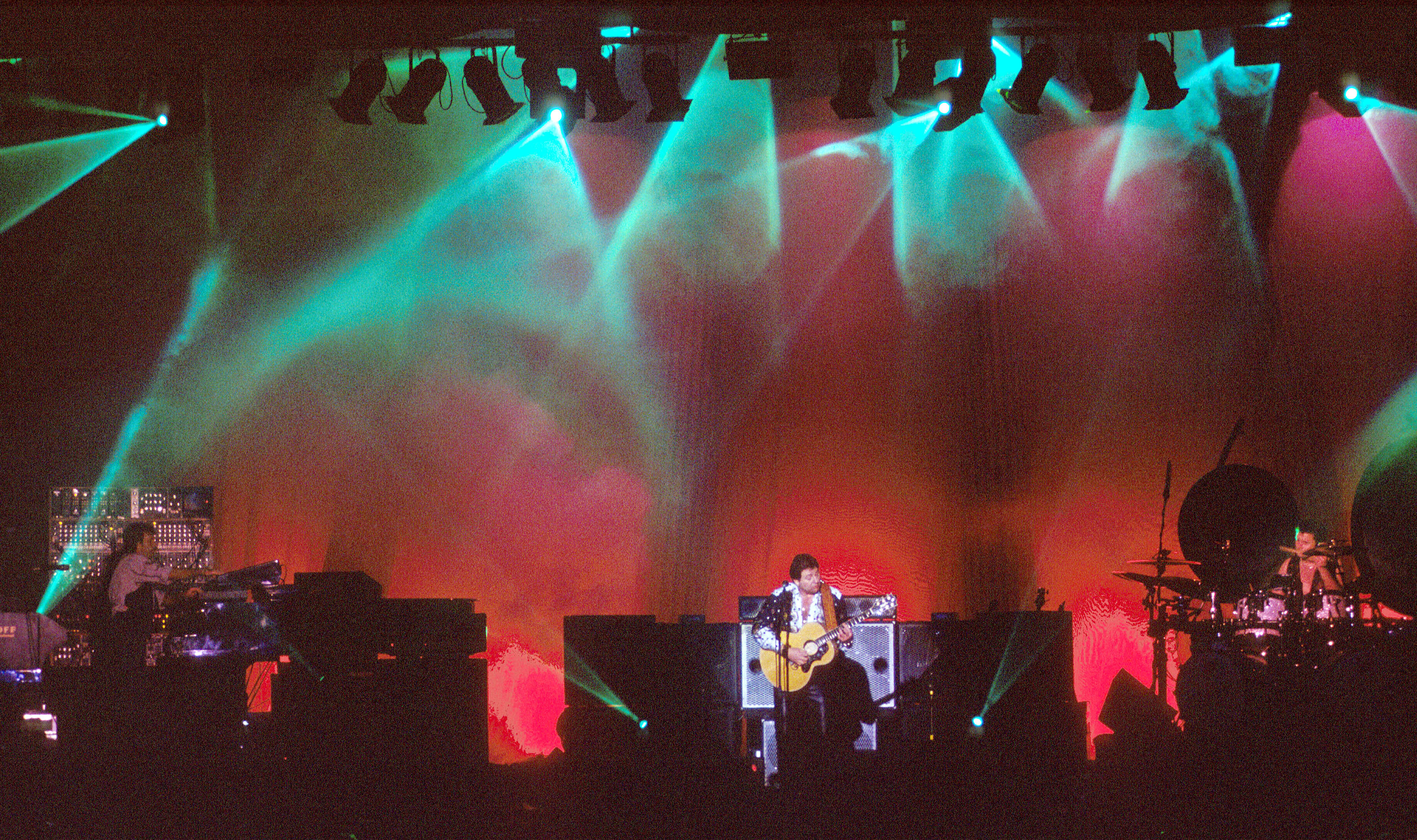
Emerson, Lake and Palmer en 1992.

La formation originale d'ELP se réunit une première fois en 1991 pour sortir, un an plus tard, l'album Black Moon. Les tournées mondiales de 1992-1993 sont un succès et s'achèvent sur une représentation remarquée au Wiltern Theater de Los Angeles début 1993, largement piratée. Des problèmes de santé (syndrome du canal carpien chez Palmer, trouble musculosquelettique à une main pour Emerson) troublent l'enregistrement de l'album In the Hot Seat (1994), qui reçoit un accueil plutôt froid.
Emerson, Lake et Palmer se retrouvent et le groupe entame de nouvelles tournées au Japon, en Amérique du Sud, en Europe, aux États-Unis et au Canada entre 1996 et 1998. Lors de ces concerts, ils jouent dans des salles plus petites et devant un public plus restreint, des versions de leurs anciennes pièces remises au goût du jour. Ils donnent leur dernier concert à San Diego en 1998. Cette tournée donnera naissance a l'album double live Then and Now sorti en Novembre 1998, relatant deux tournées distinctes, soit le fameux California Jam de 1974 qui se retrouve sur le disque Then alors que le deuxième, Now, retransmet les concerts donnés par le trio en 1997-1998.
Des conflits autour de l'album suivant du groupe, qui ne verra jamais le jour, entraînent une nouvelle et ultime séparation.

### 2010: dernier concert
ELP se reforme en 2010 et joue en tête d'affiche le 25 juillet au High Voltage Festival  à Londres, quarante ans après son premier concert. La prestation sort en DVD 40th Anniversary Reunion Concert.
Un nouveau coffret de quatre disques compacts sort en mai 2015, comprenant des concerts donnés lors de tournées en 1993 et 1997 en Amérique du Sud, au Chili, en Argentine et au Brésil. Intitulé Once Upon a Time Live in South America, il est disponible sur étiquette Rockbeat Records.

### 2016: morts d'Emerson et de Lake
Le 10 mars 2016, le claviériste Keith Emerson se donne la mort, à la suite d'une profonde dépression et de problèmes de santé qui auraient entravé sa virtuosité. Il est retrouvé par sa petite amie Mari Kawaguchi, dans leur demeure de Santa Monica en Californie.
Greg Lake meurt le 7 décembre de la même année, d'un cancer.
Carl Palmer rendra hommage à ses deux anciens partenaires musicaux. À la mort d'Emerson, il déclare sur son compte Facebook : « Keith me manquera profondément. Nous avons perdu un musicien très talentueux et doué, mais cette grande musique continuera pendant très, très longtemps. J’essaierai d’organiser un spectacle hommage à Keith, espérons-le en juin de cette année. C’est, à mon avis, le moins que je puisse faire pour honorer le talent et la musicalité de Keith. » Après la mort de Lake, il confie dans une déclaration publique : « C’est avec une grande tristesse que je dois maintenant dire au revoir à mon ami et camarade de groupe, Greg Lake. La voix et les compétences de Greg en tant que musicien resteront dans les mémoires de tous ceux qui connaissaient sa musique et les enregistrements qu’il avait réalisés avec ELP et King Crimson. Je garde de bons souvenirs de ces belles années que nous avons vécues dans les années 1970 et des nombreux concerts mémorables que nous avons donnés ensemble. Le fait d’avoir perdu Keith cette année rend cela particulièrement difficile pour nous tous. Comme Greg l’a chanté à la fin de Pictures at an Exhibition, “la mort c’est la vie”. Sa musique peut désormais vivre éternellement dans le cœur de tous ceux qui l’aimaient. »

## Membres
- Keith Emerson (†) : claviers (piano, clavecin, orgue Hammond, Clavinet, synthétiseurs, orgue à tuyaux, célesta), accordéon.
- Greg Lake (†) : chant, basse électrique et acoustique, guitare électrique et acoustique, harmonica, production.
- Carl Palmer : batterie, percussions acoustiques et électroniques

## Chronologie
- ELPo : Emerson Lake Powell
- 3 : Three

## Discographie

### Albums

#### Studio
- 1970 : Emerson, Lake and Palmer
- 1971 : Tarkus
- 1972 : Trilogy
- 1973 : Brain Salad Surgery
- 1977 : Works Volume I
- 1977 : Works Volume II
- 1978 : Love Beach
- 1992 : Black Moon
- 1994 : In the Hot Seat

#### Promo
- 1973 : Brain Salad Surgery / Excerpt From Brain Salad Surgery
- 1992 : Affairs Of The Heart (Limited Edition Collectors Doublepack) - (2 CD)

#### Concert
- 1971 : Pictures at an Exhibition
- 1972 : Mar Y Sol The First International Puerto Rico Pop Festival - Artistes variés - ELP joue Take a Pebble et Lucky Man
- 1974 : Welcome Back My Friends to the Show That Never Ends (3 Disques vinyles - 2 CD)
- 1979 : In Concert (concert du Stade Olympique de Montréal en 1977 avec l'Orchestre Symphonique)
- 1993 : Live at the Royal Albert Hall
- 1993 : Works Live (réédition sur 2 CD de l'album du concert au Stade Olympique de Montréal In Concert sorti en 1979)
- 1997 : Live at the Isle of Wight Festival 1970
- 1997 : Live in Poland
- 1997 : King Biscuit Flower Hour: Greatest Hits Live (2 CD)
- 1998 : Then and Now
- 2001 : The Show That Never Ends (cet album contient les pièces disponible sur la face Now de l'album Then and Now de 1998)
- 2002 : Lucky Man Live Compilation
- 2003 : Fanfare : The 1997 World Tour
- 2003 : Fanfare : The Best Of Emerson Lake and Palmer - Live
- 2007 : Rare Broadcasts (1 CD + 1 DVD)
- 2010 : 40th Anniversary Reunion Concert (High Voltage Festival 2010) (2 CD)
- 2010 : A Time and a Place (4 CD)
- 2011 : Live at the Mar y Sol Festival '72 - Réédition de l'album original produit en 1972 contenant seulement la musique d'ELP.
- 2011 : Live at Nassau Coliseum '78 (2 CD)
- 2013 : Live in Montreal 1977 (2 CD)
- 2015 : Once Upon A Time Live In South America (4 CD enregistré lors de tournées au Brésil, en Argentine et au Chili en 1993 et en 1997)

#### Compilations
- 1980 : The Best of Emerson, Lake and Palmer
- 1982 : The Atlantic Years
- 1994 : The Best of Emerson, Lake and Palmer (réedition)
- 1994 : Classic Rock featuring "Lucky Man"
- 2000 : The Very Best of Emerson, Lake and Palmer
- 2000 : Extended Versions : The Encore Collection
- 2001 : Fanfare for the Common Man - The Anthology
- 2002 : The Best of the Bootlegs[23]
- 2004 : An Introduction to... Emerson, Lake and Palmer
- 2004 : The Ultimate Collection[23]
- 2007 : The Essential Emerson, Lake and Palmer[23]
- 2007 : Gold Edition
- 2009 : Works Volume 1 and 2[24]
- 2011 : From the Beginning - The Best of ELP[23]
- 2012 : The Best of Emerson, Lake & Palmer : Come and See the Show[23]
- 2012 : Tarkus The Best of ELP[23]

### Singles
- 1971 : Lucky Man/Knife-Edge
- 1971 : Stones of Years/A Time and a Place
- 1972 : Lucky Man/From the Beginning
- 1972 : From the Beginning/Living Sin
- 1972 : Nutrocker/The Great Gates of Kiev
- 1973 : Jerusalem/When The Apple Blossoms Bloom in the Windmills of Your Mind I'll Be Your Valentine
- 1974 : Brain Salad Surgery/Still...You Turn Me On
- 1975 : I Believe in Father Christmas/Humbug
- 1977 : C'est la vie/Jeremy Bender
- 1977 : C'est la vie/Hallowed Be Thy Name
- 1977 : Tiger in a Spotlight/So Far to Fall
- 1977 : Fanfare for the Common Man/Brain Salad Surgery
- 1977 : Maple Leaf Rag (Odeon Rag)/The Sheriff
- 1978 : Canario/All I Want Is You
- 1978 : Watching Over You/Barrel House Shake-down
- 1980 : Peter Gunn/Knife Edge
- 1992 : Affairs of the Heart/Better Days
- 1992 : Black Moon/A Blade of Grass
- 1992 : Black Moon/A Blade of Grass/Black Moon (Album Version)
- 1992 : Farewell to Arms - CD single promo une chanson seulement
- 1993 : I Believe In Father Christmas (New Version)/I Believe In Father Christmas (ELP Version)/I Believe In Father Christmas (Lake)
- 1994 : Gone Too Soon - CD single promo une chanson seulement
- 1995 : I Believe in Father Christmas/Troika (From Prokofiev's Lieutenant Kije Suite)/Humbug/I Believe in Father Christmas/Nutrocker
- 2002 : Fanfare for the Common Man (Single version)/Hoedown (Previously unreleased version)/Fanfare for the Common Man (Full version)

### SérieManticore Vaults
- 2001 : The Original Bootleg Series from the Manticore Vaults: Volume One
- 2001 : The Original Bootleg Series from the Manticore Vaults: Volume Two
- 2002 : The Original Bootleg Series from the Manticore Vaults: Volume Three
- 2006 : The Original Bootleg Series from the Manticore Vaults: Volume Four

(Le vol. 1 contient 7 CD, le vol. 2 en contient 8, le vol. 3 en contient 5 et le vol. 4 en contient 8)

### Hommages
- 1999 : Encore, Legends, & Paradox, réalisé par Robert Berry et le batteur Trent Gartner, incluant 10 titres d'ELP repris par 23 musiciens, dont des membres de Yes, Peter Banks et Igor Khoroshev, d'Asia John Wetton et Geoff Downes. Jordan Rudess, Robert Berry, Martin Barre, Jerry Goodman, Marc Bonilla et Pat Mastelotto participent aussi à cet album.
- Dans l'épisode 11 de la saison 21 des Simpson, Homer trouve un CD d'ELP dans le stationnement de son lieu de travail et écoute la pièce Lucky Man dans sa voiture.